# Pariaje

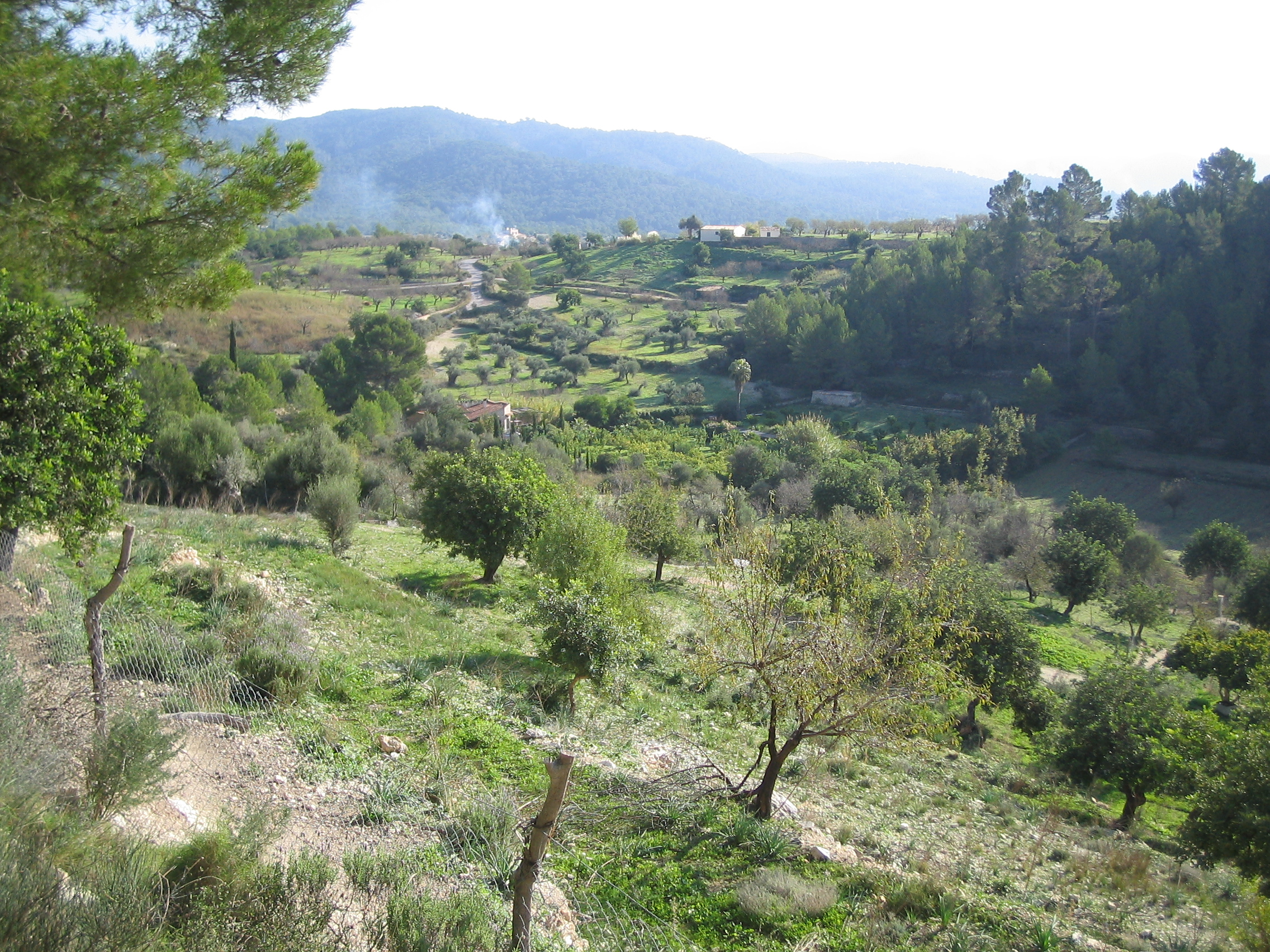
Comarca del Pariaje, alrededores de Calviá, España.

Un pariaje (en catalán pariatge o pareatge) consiste en el dominio de un territorio entre dos señores terratenientes. También se denomina así al documento que recoge la tipificación de este condominio.
Esta figura, típicamente medieval, solía hacerse cuando uno de los dos coseñores era eclesiástico. Se aplicó en Mallorca, concretamente en el territorio sudoccidental, conocida como la Comarca del Pariaje (en catalán Comarca del pariatge) en los alrededores de Calviá), durante el repartimiento de la isla de Mallorca que se hizo después de la conquista de Jaime I de Aragón en el siglo XIII. También en Andorra; precisamente los pariajes medievales entre el obispo de Urgel Pedro de Urgio y el conde de Foix Roger Bernardo III (1278) permitieron la articulación posterior de Andorra como un estado soberano.